# Николинц (Караш-Северин)
Николинц (рум. Nicolinț) је насеље у општини Чукичи у жупанији Караш-Северин у Румунији. Према попису из 2021. у насељу је било 353 становника.

## Прошлост
По "Румунској енциклопедији" место се помиње први пут 1389. године. Године 1717. ту је пописано 74 куће. Православна црква је изграђена 1890. године.
Аустријски царски ревизор Ерлер је 1774. године констатовао да место "Миколинц" припада Илидијском округу, Новопаланачког дистрикта. Становништво је било претежно влашко.
Код Николинца се налази Скит Светог великомученика Димитрија Мироточивог основан 2003. године, у почетку под управом Манастира Калугара, а данас под управом Манастира Нера.

## Становништво
| 1992. | 2002. | 2011. | 2021. |
| ----- | ----- | ----- | ----- |
| 329   | 312   | 372   | 353   |

Николинц је према попису из 2021. имао 353 становника што је за 19 мање (-5,11%) у односу на попис из 2011. када је у насељу било 372 становника.
Према попису из 2011. већину становништва су чинили Румуни (54,84%), а од мањина је највише било Рома (38,98%).
| Етнички састав према попису из 2011.‍ | Етнички састав према попису из 2011.‍ | Етнички састав према попису из 2011.‍ | Етнички састав према попису из 2011.‍ | Етнички састав према попису из 2011.‍ |
| ------------------------------------ | ------------------------------------ | ------------------------------------ | ------------------------------------ | ------------------------------------ |
|                                      |                                      |                                      |                                      |                                      |
| Румуни                               | Румуни                               |                                      | 204                                  | 54,84%                               |
| Роми                                 | Роми                                 |                                      | 145                                  | 38,98%                               |
| Срби                                 | Срби                                 |                                      | 1                                    | 0,27%                                |
| Мађари                               | Мађари                               |                                      | 1                                    | 0,27%                                |
| Непознато                            | Непознато                            |                                      | 21                                   | 5,65%                                |